# AnyLogic
AnyLogic — програмне забезпечення для імітаційного моделювання бізнес-процесів, розроблене російською компанією The AnyLogic Company. Інструмент забезпечено сучасним графічним інтерфейсом та дозволяє використовувати мову програмування Java для розробки моделей.

## Історія
На початку 1990-х в сфері комп'ютерних наук виник великий інтерес до задач побудови математичного опису взаємодії паралельних процесів, що виробило нові підходи до аналізу коректності параллельних та розподілених програм. Група науковців із Санкт-Петербурзького Політехнічного університету розробила програмне забезпечення для аналізу коректності системи; новий інструмент отримав назву COVERS (Паралельна Верифікація та Моделювання). Система процесів, що аналізувалась, задавалася графічно, за допомогою опису її структури та поведінки окремих паралельних компонентів, які могли взаємодіяти із іншими процесами та середовищем. Інструмент використовувався в дослідницьких проетках компанії Х'юлет-Пакард (англ. Hewlett-Packard).
В 1998 г. успіх цього дослідження підштовхнув лабораторію до ідеї створення комерційної організації з метою створення нового програмного забезпечення для імітаційного моделювання. Акцент в розробці було зроблено на прикладні методи: моделювання стохастичних систем, оптимізацію та візуалізацію моделі. Нове програмне забезпечення, видане в 2000 г., використовувало усі останні надбання зі сфери інформаційних технологій того часу: об'єктно-орієнтований підхід, елементи стандарту UML, мови програмування Java, сучасний GUI тощо.
Продукт отримав назву AnyLogic, яка пояснювалася тим, що він забезпечував підтримку всіх трьох відомих методів імітаційного моделювання:
- Системна динаміка;
- Дискретно-подійне моделювання;
- Агентне моделювання.

А також будь-яку комбінацію цих підходів в межах одної моделі. Перша версія отримала індекс 4 — Anylogic 4.0, продовжуючи цим самим історію версій попередньої розробки — COVERS 3.0.
Великий крок вперед було здійснено в 2003 році, коли було видано AnyLogic 5, орієнтований на бізнес-моделювання. Нова версія AnyLogic надавала можливості розробки моделей у таких областях:
- виробництво ;
- логістика[8] та ланцюги поставок[9];
- ринок та конкуренція;
- бізнес-процеси та сфера обслуговування;
- охорона здоров'я та фармацевтика;
- управління активами та проектами;
- телекомунікації та інформаційні системи;
- соціальні та екологічні системи;
- динаміка пішохідного руху;
- оборона.

Поточна версія програми — AnyLogic 7.x.x. AnyLogic 7 написано мовою програмування Java в середовищі Eclipse. Anylogic 7 — кросплатформне програмне забезпечення, працює в операційних системах Windows, Mac OS та Linux.

## AnyLogic & Java
AnyLogic включає графічну мову моделювання, а також дозволяє користувачу розширювати створені моделі за допомогою мови Java. Інтеграція компілятора Java в AnyLogic надає широкі можливості при створенні моделей, а також створення Java аплетів, що можуть відкриватися у будь-якому сучасному браузері. Ці аплети можуть бути розміщені на вебсайтах. Також AnyLogic Professional надає можливості розробки Java-додатків, завдяки яким користувач може запускати модель без встановлення AnyLogic.

## Методи імітаційного моделювання
Моделі AnyLogic можуть базуватися на будь-якій із основних парадигм імітаційного моделювання: дискретно-подійне моделювання, системна динаміка, і агентне моделювання.
Системна динаміка та дискретно-подійне (процесне) моделювання — традиційні підходи, тоді як агентне моделювання — підхід відносно новий. Системна динаміка оперує здебільшого із неперервними в часі процесами, тоді як дискретно-подійне та агентне моделювання — із процесами, дискретними в часі.
Агентне моделювання донедавна було напрямком строго академічним. Однак зростаючий попит на глобальну оптимізацію з боку бізнесу підштовхнув аналітиків звернути увагу саме на агентне моделювання та його поєднання із традиційними підходами з метою отримання повнішої картини взаємодії складних процесів різної природи. Так з'явився попит на програмні платформи, що дозволяють інтегрувати різні підходи.
Розглядаючи підходи імітаційного моделювання з точки зору рівня абстракції:
системна динаміка, замінюючи індивідуальні об'єкти їх агрегатами, знаходиться на найвищому рівні абстракції;
дискретно-подійне моделювання працює в низькому та середьному діапазоні.
агентне моделювання може застосовуватися практично на будь-якому рівні та в будь-яких масштабах.
Агенти можуть представляти пішоходів, автомобілі чи роботів у фізичному просторі, клієнта чи продавця на середньому рівні, або конкуруючі компанії на високому.
При розробці моделей в AnyLogic можна застосовувати концепції та засоби з різних підходів моделювання, наприклад, в агентній моделі можна використовувати методи системної динаміки для представлення змін станів середовища, в неперервній моделі динамічної системи врахувати дискретні події. Наприклад, управління ланцюгами поставок за допомогою імітаційного моделювання вимагає опису учасників ланцюгу поставок агентами: виробники, продавці, споживачі, мережа складів. При цьому виробництво описується в рамках дискретно-подійного (процесного) моделювання, продукт чи його частини — заявки, автомобілі, поїзди — ресурси. Самі поставки представляються дискретними подіями, але при цьому попит на товари може описуватися неперервною системно-динамічною діаграмою. Можливість змішувати підходи дозволяє описувати процеси реального життя, а не підганяти процес під доступний математичний апарат.

## Середовище моделювання

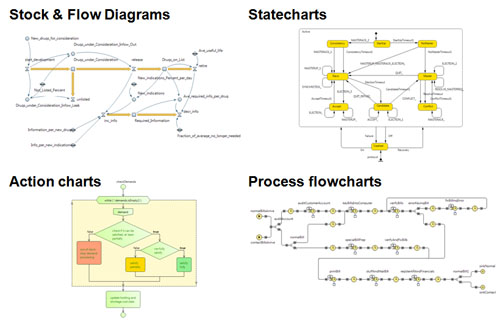
Конструкції середовища моделювання AnyLogic

Графічне середовище моделювання AnyLogic включає в себе такі елементи:
- Stock & Flow Diagrams (діаграма потоків та накопичувачів) застосовується для розробки моделей із використанням методу системної динаміки.
- Statecharts (карти станів) використовується здебільшого в агентних моделях для визначення поведінки агентів. Також використовується в дискретно-подійному моделюванні, наприклад для симуляції машинних відмов.
- Action charts (блок-схеми) використовуються для побудови алгоритмів. Застосовуються в дискретно-подійному моделюванні та агентному моделюванні.
- Process flowcharts (діаграми процесів) основна конструкція, що використовується для визначення процесів в дискретно-подійному моделюванні.

Середовище моделювання також включає в себе: низькорівневі конструкції моделювання (змінні, рівняння, параметри, події тощо), форми представлення (лінії, квадрати, овали тощо), елементи аналізу (бази даних, гістограми, графіки), стандартні зображення та форми експериментів.
Середовище моделювання AnyLogic надає засоби проектування, розробки та документування моделі, виконання комп'ютерних експериментів з моделлю, включаючи різні види аналізу — від аналізу чутливості до оптимізації параметрів моделі за певним критерієм.